# Phoumi Vongvichit
Phoumi Vongvichit (Xieng Khouang, 6 aprile 1909 – Vientiane, 7 gennaio 1994) è stato un politico, patriota e rivoluzionario laotiano figura di primo piano del Pathet Lao e presidente del Laos dal 1986 al 1991.

## Biografia
Durante la seconda guerra mondiale cooperò con le forze di France Libre ma ben presto si schierò con il movimento anticolonialista Lao Issara collaborando in stretta connessione con i Viet Minh per opporsi alla restaurazione dell'autorità francese in Indocina.

Nel 1946 Phoumi entrò in clandestinità rifugiandosi nel Nord della Thailandia; tre anni dopo si unì alle forze del principe Souphanouvong, fondatore del partito comunista Pathet Lao, che aveva base nel Vietnam del Nord. Al congresso fondatore del Neo Lao Issara (Fronte del Laos libero) venne nominato segretario generale dello stesso, ministro degli Interni e vice-primo ministro del governo di resistenza del Pathet Lao che si opponeva al governo legittimo.

Nel 1954 e nel 1955 Phoumi guidò le delegazioni del Pathat Lao nei negoziati con il governo reale del Laos e nel marzo 1955 fu tra i fondatori del Partito popolare del Laos. Nel gennaio seguente entrò nel Comitato centrale del Fronte patriottico del Laos (Neo Lao Hak Xat).

Dopo gli accordi di Vientiane del 1957 si formò un primo governo di coalizione nel quale Phoumi ricoprì l'incarico di ministro della religione e della cultura.

Alle elezioni del 1958 venne eletto all'Assemblea nazionale. L'anno seguente venne arrestato assieme ad altri deputati del Pathat Lao ma riuscirà a fuggire assieme al principe Souphanouvong e ad altri esponenti del partito rifugiandosi nella zona di Xieng Khouang.

Dopo la battaglia di Vientiane del dicembre 1960 e la susseguente ritirata delle forze neutraliste Phoumi riuscì a ricomporre le diatribe tra le due fazioni e guidò la delegazione laotiana alla Conferenza di Ginevra per la neutralità del Laos nel 1962. Due anni dopo, tuttavia, in seguito ad una serie di omicidi politici fuggì da Vientiane.

Durante la guerra del Vietnam Phoumi rimase un esponente centrale del Pathet Lao pur vivendo in clandestinità. Dopo la formazione di un terzo governo di coalizione nel 1974 ricoprì la carica di vice-premier e di ministro degli esteri. In seguito alla proclamazione della Repubblica democratica popolare del Laos nel dicembre 1975 Phoumi entrò a far parte del governo come ministro dell'Educazione e secondo vice-premier. Nel 1986 il principe Souphanouvong fu costretto a lasciare la carica di presidente del Paese a causa di motivi di salute e venne sostituito da Phoumi.

Nel marzo 1991 si ritirò dalla presidenza e dal Politburo.
| Controllo di autorità | VIAF (EN) 260406743 · ISNI (EN) 0000 0000 8431 7961 · LCCN (EN) n89262847 · GND (DE) 1132169062 · NDL (EN, JA) 00452751 |